# Las planchadoras (Degas)
Las planchadoras o Dos planchadoras es un cuadro de Edgar Degas de estética realista, pintado hacia 1884-1886 en óleo sobre tela, de 76 cm x 81 cm.
Al igual que las mujeres en el baño y las bailarinas, las planchadoras aparecen insistentemente en la obra de Degas, con varias versiones a lo largo de doce años. La primera, de 1874, fue un encargo de Jean-Baptiste Faure, célebre barítono y coleccionista de arte, que aceptó prestarla a la exposición impresionista de 1876.
Descontento con esa primera versión, el autor realizó esta segunda. Deseando dar una visión aún más realista de las mujeres en pleno trabajo, pintó directamente sobre el lienzo, sin apresto, lo que da a la pieza una gran rudeza.
Tanto el tema, unas mujeres de pueblo en pleno desaliño, como sobre todo la actitud de dichas mujeres, provocó escándalo. Siguiendo a Courbet o Daumier, las planchadoras aparecen en su duro trabajo sin la menor idealización, ajenas a los buenos modales o cualquier refinamiento. Una bosteza y se rasca el cuello, mientras agarra una botella de vino en que ahogar su tedio, mientras la otra se vuelca en alisar una camisa. El crítico George Moore escribió: "¡Una cosa es pintar lavanderas y otra representar a esas lavanderas bostezando!". Este bostezo fue unánimemente rechazado. Para unos era símbolo de pereza, para otros, una vulgaridad y un atentado a las buenas costumbres. Para Paul Jamot, crítico de la Gazette des Beaux-Arts, la obra era una hábil mezcla de ramplonería y mordacidad: "Una oronda comadre guiñando unos ojos no mucho más grandes que los negros orificios de su nariz de patata, se palpa la mejilla distendida en un bostezo como para descoyuntar la mandíbula." En cambio, Alexandre Pathey, escribió en 1877: "Un movimiento justísimo, pujante y auténtico como un Daumier."
Destaca la rapidez de la factura, sobre una excelente base de dibujo que se puede apreciar en brazos y rostros. Tal vez el artista trataba de captar el ambiente vaporoso y húmedo, debido al vapor de las planchas. La luz procede de la derecha, iluminando a la mujer de la camisa rosa mientras la que bosteza queda más en sombra. La pieza destaca en tonos azules, con toques blancos, verdes, marrones y rosados. El tedio de la trabajadora está perfectamente captado.